# Kanton Cachan
Der Kanton Cachan ist seit 1967 ein französischer Wahlkreis im Arrondissement L’Haÿ-les-Roses, im Département Val-de-Marne und in der Region Île-de-France; sein Hauptort ist Cachan.

## Gemeinden
Der Kanton besteht aus zwei Gemeinden mit insgesamt 52.394 Einwohnern (Stand: 1. Januar 2022) auf einer Gesamtfläche von 5,07 km²:
| Gemeinde      | Einwohner 1. Januar 2022 | Fläche km² | Dichte Einw./km² | Code INSEE | Postleitzahl |
| ------------- | ------------------------ | ---------- | ---------------- | ---------- | ------------ |
| Arcueil       | 21.868                   | 2,33       | 9.385            | 94003      | 94110        |
| Cachan        | 30.526                   | 2,74       | 11.141           | 94016      | 94230        |
| Kanton Cachan | 52.394                   | 5,07       | 10.334           | 9402       | –            |

Bis zur Neuordnung bestand der Kanton Cachan aus der Gemeinde Cachan. Sein Zuschnitt entsprach einer Fläche von 2,74 km2.